# Eloisa (badessa)
Eloisa (Parigi, 1092 circa – Ferreux-Quincey, 16 maggio 1164) è stata una badessa e letterata francese.
Il rapporto sentimentale tra Pietro Abelardo ed Eloisa permise alla coppia di entrare a far parte dell'immaginario collettivo europeo, con ampia diffusione nelle arti e nella letteratura.

## Biografia
Era la figlia nata dalla scandalosa unione di Hersint di Champagne, Signora di Montsoreau (fondatrice dell'Abbazia di Fontevraud), con il siniscalco di Francia Gilberto di Ghirlanda.
Eloisa nacque tra il 1090 e il 1100 nell'Île de la Cité di Parigi. Adolescente, venne affidata al fratello di sua madre, il canonico Fulberto di Notre-Dame. Studiò nel convento di Argenteuil, attendendo con impegno alle arti liberali (dalla grammatica alla retorica, fino alla geometria e all'astronomia) e padroneggiando il latino, il greco e l'ebraico. L'abate di Cluny Pietro il Venerabile scrisse di lei che, da studentessa, era «celebre per erudizione».

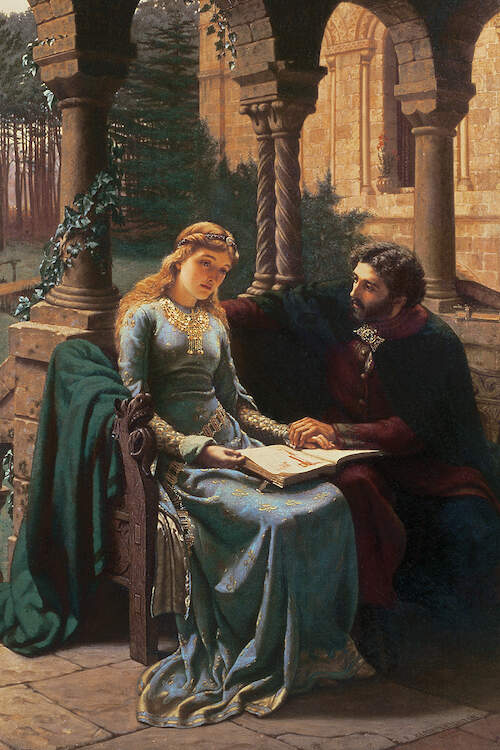
Edmund Blair Leighton, Abelardo ed Eloisa

Eloisa conobbe Pietro Abelardo intorno al 1117, quando già era conosciuta «per la sua cultura letteraria senza pari», stando all'Historia calamitatum. Eloisa studiò logica sotto Abelardo alla scuola di Sainte Geneviève, ma presto il rapporto maestro-allieva si trasformò in una relazione amorosa. Abelardo compose per Eloisa liriche d'amore che giunsero all'orecchio dei suoi studenti e si diffusero in tutta Parigi, diventando assai popolari. Rimasta incinta, Abelardo la rapì e la condusse al proprio paese natale di Pallet, nell'allora Bretagna minore, ospitandola nella casa della sorella: qui nacque nel 1118 il figlio Astrolabio.
Abelardo dichiarò di essere disposto a sposare Eloisa, a condizione che il matrimonio rimanesse segreto in quanto chierico. Eloisa era contraria al matrimonio, come documentano le sue lettere riportate nella Historia calamitatum. Eloisa e Abelardo si sposarono a Parigi, ma nonostante il segreto, la notizia venne divulgata. Per evitare scandali, Abelardo inviò Eloisa nel monastero di Argenteuil dove era stata educata. I parenti, convinti che Abelardo avesse costretto Eloisa a farsi monaca per liberarsi di lei, decisero di vendicarsi: una notte, mentre Abelardo dormiva nella sua casa, tre uomini lo aggredirono e lo castrarono. In seguito due di essi verranno catturati e, secondo la legge del taglione, accecati ed evirati a loro volta, mentre Fulberto, il mandante dell'aggressione, verrà solo sospeso dai suoi incarichi.
Nel 1129 Eloisa e le sue consorelle furono espulse dal convento di Argenteuil dall'abate Sugerio di Saint-Denis. In loro aiuto accorse Abelardo, il quale permise che le monache prendessero possesso dell'oratorio del Paracleto da lui fondato nella regione della Champagne. In qualità di badessa, Eloisa guidò l'oratorio rendendolo un'istituzione fiorente, e fondamentale centro di cultura della Francia nord-orientale. Morì il 16 maggio 1164.

## Opere

### Le lettere
Della produzione letteraria di Eloisa, di cui abbiamo notizia ma scarsissimi riscontri documentari, sopravvivono alcune lettere dell'Epistolario tra lei e Pietro Abelardo. Tre lettere (1132-1135) inviate ad Abelardo sono da riferirsi ad Eloisa, anche se l'autenticità dell'attribuzione delle prime due è stata messa in dubbio da vari critici. Secondo alcuni studiosi, le lettere in questione potrebbero essere state scritte da Abelardo stesso, oppure inventate da eruditi del XIII secolo; un'altra ipotesi sarebbe quella secondo la quale Eloisa stessa avrebbe curato e compilato la corrispondenza tra lei ed Abelardo in un periodo tra il 1142 e il 1163, giustificata dal fatto che la più antica tradizione manoscritta dell'epistolario parrebbe risalire proprio al Paracleto.
Una quarta lettera giunta sino a noi di Eloisa è quella inviata a Pietro il Venerabile per ringraziarlo della sua visita al Paracleto, cui l'erudito era giunto per affidare alle monache la sepoltura di Abelardo, e per chiedere supporto circa la formazione e le sorti del figlio Astrolabio.
È dubbia l'attribuzione ad Abelardo ed Eloisa delle Epistolae duorum amantium, una raccolta di più di cento estratti di lettere d'amore e di poesie.

### IProblemata
Di Eloisa rimangono anche l'introduzione e le domande comprese nei Problemata: una raccolta di quarantadue questioni e problemi teologici sorti in seguito alla lettura della Bibbia, che la badessa inviò ad Abelardo a nome della sua comunità.

## Eredità culturale

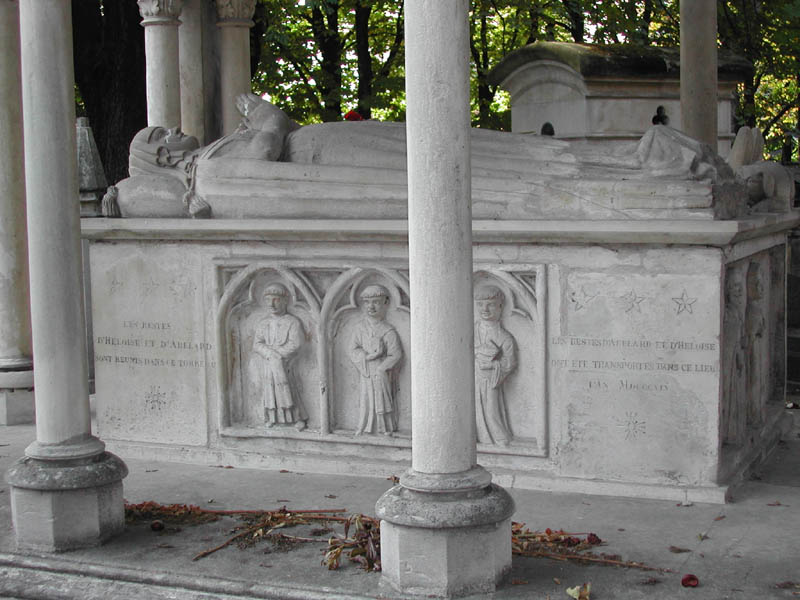
La tomba di Abelardo ed Eloisa

I resti dei due amanti, già inumati all'esterno del Paracleto sotto un rosaio, spostati ancora all'interno, furono più volte ispezionati. Una relazione medica riferisce dei due lunghi femori di Abelardo e del teschio rotondo di Eloisa. Il convento fu venduto nel 1792 (ora ne restano dei ruderi), rispettando la tomba: nel 1800 il loro feretro fu trasportato a Parigi nel cimitero di Père-Lachaise, e l'anno dopo fu costruita una cappella. Ancora spostati nel 1814 al tempo della Restaurazione monarchica, alla fine del 1817 furono finalmente ricollocati nella stessa cappella dove tuttora riposano.
Durante la Rivoluzione francese, molte opere del XII secolo andarono distrutte o rovinate; è il caso della tomba di Abelardo ed Eloisa che venne ricostruita dall'archeologo e conservatore Alexandre Lenoir pur restando ignote la forma e le decorazioni originarie.

### Eloisa nelle arti e nella letteratura
- Il titolo dell'opera di Rousseau Giulia o la nuova Eloisa richiama direttamente le vicende della badessa e il suo amante.